# تودور بارزوف
تودور بارزوف (بلغاری: Тодор Барзов؛ زادهٔ ۲۱ فوریهٔ ۱۹۵۳) بازیکن فوتبال اهل بلغارستان است.
از باشگاه‌هایی که در آن بازی کرده است می‌توان به باشگاه فوتبال آپولون لیماسول و باشگاه فوتبال لفسکی صوفیه اشاره کرد.
وی همچنین در تیم ملی فوتبال بلغارستان بازی کرده است.